# آيت عبد السلام (تيدلي مسفيوة)
آيت عبد السلام هي إحدى مشيخات المملكة المغربية، تتبع جغرافيا لإقليم الحوز وإداريًا لتيدلي مسفيوة. يقدر عدد سكانها بـ 7224 نسمة حسب الإحصاء الرسمي للسكان والسكنى لسنة 2004.